# 葉山三千子
葉山 三千子（はやま みちこ、1902年3月26日 - 1996年6月23日）は、日本の映画女優。小説家谷崎潤一郎の妻・千代の妹で、谷崎の傑作『痴人の愛』のヒロイン・ナオミのモデルであるとされる。群馬県前橋市出身。本名は和嶋 せい子（わじま せいこ）。

## 来歴
- 1902年3月26日、群馬県前橋市に生まれる。
- 1916年、三姉の千代と谷崎潤一郎の結婚を機に、谷崎に引き取られて音楽学校へ通う。
- 1920年、横浜の大正活映に入社、同年『アマチュア倶楽部』で主演デビュー。撮影後、江川宇礼雄と駆け落ちする。
- 1921年、大正活映を退社、帰山教正の映画芸術協会に参加。
- 1923年、
  - ヘンリー・小谷のヘンリー小谷映画社で『続アマチュア倶楽部』に出演。
  - 松竹蒲田撮影所に入社。
- 1924年、マキノ等持院撮影所に入社。
- 1930年、帝国キネマ長瀬撮影所に入社。
- 1932年1月13日、大阪の神社で、後藤和夫の媒酌により、帝国酸素社員和嶋彬夫と結婚。
- 1966年、神奈川県藤沢市鵠沼に住む（1986年まで）。
- 1996年6月23日、老衰のため死去。94歳没。死去の9日前、画家の木下晋が彼女のポートレイトをデッサンする。作品は個人蔵。

## フィルモグラフィ
- アマチュア倶楽部　1920年　監督：トーマス・栗原、原作・脚本：谷崎潤一郎
- 雛祭の夜　1921年　監督：栗原喜三郎（トーマス・栗原）、原作・脚本：谷崎潤一郎
- 出帆前怪指紋　1921年　監督：栗原喜三郎
- 喜撰法師　1921年　監督：栗原喜三郎
- 煙草屋の娘　1921年　監督：栗原トーマス（トーマス・栗原）
- 濁流　1921年　監督：帰山教正
- 神代の冒険　1922年　監督・脚本：帰山教正
- 続アマチュア倶楽部　1923年　監督：トーマス・栗原
- 自活する女　1923年　監督：島津保次郎、原作：伊原青々園、脚本：伊藤大輔、共演：栗島すみ子
- お転婆娘　1923年　監督：小沢得二
- 幸福への道　1924年　監督井上麗三
- 本牧夜話　1924年　監督：鈴木謙作、原作：谷崎潤一郎、脚本：鴇田英太郎、共演：林正夫
- 友愛結婚　1930年　監督：豊田四郎
- 浅草紅団　1930年　監督：高見貞衛、原作：川端康成、脚本：前田孤泉
- 春遠からず　1931年　監督：曾根純三、原作：加藤武男、脚本：山内英三、主演：松本泰輔